# Sandro Marcos
Ferdinand Alexander „Sandro” Araneta Marcos III (ur. 7 marca 1994 w Laoagu) – filipiński polityk. Potomek wpływowej i ustosunkowanej rodziny, syn i wnuk filipińskich prezydentów. Studia odbył na uczelniach brytyjskich, po powrocie do kraju pracował dla rządu prowincjonalnego oraz dla filipińskiego parlamentu. Zyskał znaczną rozpoznawalność, głównie dzięki umiejętnie budowanej obecności w mediach społecznościowych. Od 2022 deputowany do Izby Reprezentantów. Starszy zastępca lidera większości parlamentarnej między 2022 a 2025. Od 2025 lider większości parlamentarnej. Uznawany za idola nastolatek, jego popularność przyczyniła się do zmian w postrzeganiu klanu Marcosów przez młodych Filipińczyków.

## Życiorys

### Pochodzenie i kontekst społeczny
Sandro Marcos urodził się i dorastał w Laoagu w prowincji Ilocos Norte. Należy do ludu Iloko, jednej z największych grup etnicznych zamieszkujących Filipiny. Jest najstarszym synem Bongbonga Marcosa oraz Lizy Aranety. Ma dwóch braci, Simona oraz Vincenta. Pochodzi z rodziny o znaczących wpływach oraz długich tradycjach politycznych. Jego dziadek od strony ojca, Ferdinand Marcos, był prezydentem kraju między 1965 a 1986. Jego ojciec piastuje tę samą funkcję od 2022.
Dynastie polityczne są integralną częścią systemów rządzących Filipinami od czasów hiszpańskiego panowania kolonialnego. Stała obecność tak Marcosów, jak i innych rodzin w polityce wynika z silnie zakorzenionych wzorców społecznych. Jako taka jest przynajmniej tolerowana przez większość Filipińczyków oraz aktywnie wspierana przez znaczącą liczebnie mniejszość populacji.

### Wykształcenie
Sandro Marcos podstawy edukacji odebrał w rodzinnym mieście, w Kids Kollege, Inc. oraz Padre Annibale School. Następnie został wysłany do Wielkiej Brytanii, podejmując tam naukę w niepublicznej rzymskokatolickiej Worth School. Uczniem tej samej szkoły był wcześniej jego ojciec. Studia licencjackie z zakresu polityki międzynarodowej odbył na londyńskim City University. Magisterium uzyskał w 2017 na London School of Economics, tym razem w zakresie badań nad procesami rozwojowymi.

### Wizerunek publiczny
Na długo przed podjęciem pracy i przed zaangażowaniem się w życie publiczne zyskał znaczącą rozpoznawalność. Jednym z jej głównych powodów była obecność Marcosa w mediach społecznościowych. W różnych serwisach społecznościowych istnieją konta tworzone przez jego fanów, nierzadko wypełnione treściami o miłosnym czy romantycznym wydźwięku. Część z nich zdradza cechy zbudowanej wokół postaci Marcosa fikcji literackiej, w której to bohaterki zawierają aranżowane małżeństwa z uwielbianym przez siebie potomkiem politycznej dynastii. Niekiedy określa się zresztą Marcosa mianem idola nastolatek, porównywalnego z aktorami występującymi w popularnych na Filipinach południowokoreańskich serialach.
W komentarzach zwracano uwagę na to, że obecność Marcosa w mediach społecznościowych znacząco wpływa na percepcję całego klanu, obciążonego nadużyciami z okresu stanu wyjątkowego (1972–1981). Zmianę postrzegania Marcosów, której częścią jest popularność Sandro, widać zwłaszcza wśród młodych Filipińczyków. Charyzma Marcosa, połączona z umiejętnym ukazywaniem samego siebie jako zwyczajnego człowieka, sprawia, iż postrzegany jest jako sympatyczny i przyjazny. Dodatkowo dzieli ze swoimi rówieśnikami zamieszkującymi archipelag wiele upodobań, jest chociażby didżejem. Pojawiał się w tym właśnie charakterze na rozmaitych wydarzeniach kulturalnych w Manili.

### Aktywność zawodowa
Aktywność zawodowa Marcosa wiąże się ściśle z obecnością jego rodziny w filipińskim życiu publicznym. Wpisana jest również w powiązania klanowe. Wynika to bezpośrednio z przybierającego niekiedy skrajne formy skupienia się na własnej rodzinie, zatem z postawy uznawanej za jedną z najistotniejszych części filipińskiego charakteru narodowego. Pracodawcy Marcosa wywodzili się tym samym z grona jego bliskich krewnych. Pierwszy był mianowicie wujem od strony ojca, drugi natomiast kuzynem, synem senator Imee Marcos.
W Kongresie XVIII kadencji przez dwa lata Sandro Marcos pracował w biurze Martina Romualdeza, ówcześnie lidera większości w filipińskiej Izbie Reprezentantów. Był również doradcą gubernatora rodzinnej prowincji Matthew Josepha Manotoca odpowiadającym za kwestie gospodarcze. Odpowiadał chociażby za dystrybucję finansowanej ze środków prowincjonalnych pomocy żywnościowej. Włączono go również w proces realizacji innych programów społecznych, w tym tych związanych z przełamywaniem kryzysu spowodowanego przez pandemię COVID-19.

### Początki działalności politycznej
Sandro Marcos od wielu lat przygotowywany jest przez rodzinę do przejęcia odpowiedzialności za jej polityczną spuściznę. Wcześnie zaczął się pojawiać w przestrzeni publicznej w kontekstach sugerujących świadome budowanie jego związku z wyborcami. W 2016 brał udział w kampanii wyborczej ojca, ubiegającego się wówczas o urząd wiceprezydenta Filipin. Wyrażał poparcie dla pochówku swego dziadka na Libingan ng mga Bayani, cmentarzu przeznaczonym przede wszystkim dla osób szczególnie zasłużonych dla kraju, w tym wysoko postawionych wojskowych oraz byłych prezydentów. Wpisywał się tym samym nie tylko w cenione na Filipinach postawy, takie jak oddanie dla rodziny. Wyrażał też aprobatę dla wyznawanej przez swych krewnych ideologii. Jej kluczowymi elementami są kolejno pagkakaisa (jedność), pagsunod (posłuszeństwo) oraz kami laban sa kanila (lojalność względem własnej grupy). W praktyce oznacza ona dążenie do autorytarnej kontroli nad społeczeństwem, które ma się zjednoczyć wokół prawego, moralnie czystego i silnego przywódcy.
W 2022 wystartował w wyborach parlamentarnych, z powodzeniem ubiegając się o mandat w pierwszym okręgu wyborczym w swej rodzinnej prowincji Ilocos Norte. Zdobył 108 423 głosy. Jego główną kontrkandydatką była Ria Christina Fariñas, również potomkini znaczącej dynastii politycznej. Zwycięstwo Marcosa oznaczało zresztą właśnie nie tylko porażkę samej Fariñas, ale też zakończenie trwającej od 2010 dominacji jej klanu w okręgu. Fariñasowie stanowią drugi obok Marcosów klan, na którego długotrwałe wpływy i rozległą sieć klientów wskazuje się w analizach życia politycznego Ilocos Norte.
Zgodnie z filipińskim prawem osoba, która zwyciężyła w wyborach i tym samym uprawniona jest do objęcia mandatu bądź konkretnego stanowiska, może być zaprzysiężona przez sędziego, notariusza bądź funkcjonariusza publicznego piastującego wybieralną funkcję. Sandro Marcos w związku z tym zaprzysiężony został przez Edwina Veę, kapitana, a zatem szefa władz barangayu Pasngal, położonego w mieście Bacarra. Mianem barangayu określa się najmniejszą, podstawową jednostkę podziału administracyjnego Filipin. W swoim pierwszym przemówieniu odwołał się do regionalnej dumy, zapewniając swoich wywodzących się z ludu Iloko wyborców, iż będą mieli udział w jego zwycięstwie. Nawiązał jednak przede wszystkim jasno do tradycji własnej rodziny. Podziękował Ilokanom za ich długoletnie wsparcie Marcosów, obecne nawet wówczas, gdy jego dziadek zmuszony był udać się na wygnanie na Hawaje po odebraniu mu władzy przez pokojową rewolucję (1986).

### Kariera parlamentarna
Jako parlamentarzysta Sandro Marcos początkowo reprezentował Partido Nacionalista (PN), w sierpniu 2023 związał się z Partido Federal ng Pilipinas (PFP). Ugrupowanie to, stanowiące zaplecze polityczne jego ojca, zostało założone w 2018 przez grupę zwolenników byłego prezydenta Rodriga Duterte. Opowiada się za stopniowym dążeniem do przekształcenia Filipin w republikę federalną. W systemie politycznym Filipin partie są umocowane dosyć słabo. Często, zamiast skupiać zwolenników konkretnego kierunku w krajowej polityce, stanowią raczej struktury podporządkowane karierze konkretnego funkcjonariusza publicznego. Nie brakuje komentarzy, w których proponowaną federalizację kraju uznaje się jedynie za narzędzie do utrwalenia dynastycznych struktur władzy.
Na jego początki w filipińskiej legislatywie wpłynęło umiejscowienie w strukturze klanowej. Właściwie natychmiast po objęciu mandatu otrzymał stanowisko w kierownictwie izby. Stało się to pomimo tego, że Marcos nie posiadał jakiegokolwiek doświadczenia politycznego. 26 lipca 2022 został mianowicie starszym zastępcą lidera większości parlamentarnej. Objął także funkcję wiceprzewodniczącego komisji regulaminowej izby niższej, odpowiadającej między innymi za ustalanie jej porządku obrad. W listopadzie 2022 znalazł się wśród siedmiu deputowanych, którzy złożyli projekt ustawy przewidujący utworzenie Maharlika Investment Fund, filipińskiego państwowego funduszu majątkowego. Pojawiały się spekulacje, zgodnie z którymi Marcos miałby przejąć kierownictwo tej instytucji. Nazwa samego projektu nawiązuje do okresu poprzedzającego hiszpańskie panowanie na Filipinach i wykorzystuje słowo stanowiące integralną część politycznej mitologii stworzonej przez rodzinę Marcosów do utrwalenia swych wpływów.
Sama obecność młodego polityka w Kongresie interpretowana bywa raczej jako przejaw przemożnych wpływów dynastycznych w filipińskiej polityce niż jako dowód na wzmocnienie pozycji legislatywy wewnątrz systemu. Parlament bowiem w praktyce często podporządkowany jest prezydentowi i jako taki nie odgrywa samodzielnej roli. Aktywność legislacyjna Sandro Marcosa tym samym ogranicza się do przedkładania projektów pozostających w harmonii z polityką prezydenta. Wymienia się tu, poza wspomnianą już propozycją utworzenia filipińskiego funduszu majątkowego, jeszcze kilka innych jego inicjatyw. Komentatorzy wspominają zatem chociażby projekt ustawy przewidujący powołanie Filipińskiego Instytutu Wirusologii, propozycję ustawy regulującej handel produktami i usługami w przestrzeni internetowej czy też propozycję prawa odnoszącego się do cyfryzacji administracji państwowej. W tym samym duchu, wynikłym z podporządkowania kariery parlamentarnej Marcosa celom politycznym klanu, interpretuje się poparcie przez niego wniosku o usunięcie z urzędu wiceprezydent Sary Duterte w lutym 2025. Wskazuje się, że to posunięcie młodego parlamentarzysty również było dalekie od samodzielnego. Należy je uznać zatem przede wszystkim za oznakę narastającego konfliktu między Marcosami a rodziną Duterte, dynastiami, które w zasadzie współrządzą Filipinami od 2022.
W 2025 z powodzeniem ubiegał się o reelekcję. W wyborach tych nie miał rywala. Uzyskał mandat zdobywając 169 880 głosów. Umocnił tym samym wpływy własnego klanu w rodzinnej prowincji, jeszcze kilka lat wcześniej rządzonej także przy współudziale przedstawicieli innych dynastii politycznych, przede wszystkim wspomnianej rodziny Fariñas. 28 lipca 2025, na pierwszym zwyczajnym posiedzeniu Kongresu XX kadencji został wybrany na stanowisko lidera większości parlamentarnej. Stał się tym samym najmłodszą osobą zajmującą to stanowisko w historii filipińskiego parlamentaryzmu. Objął także funkcję przewodniczącego komisji regulaminowej izby niższej.